# Onthophagus platypus
Onthophagus platypus là một loài bọ cánh cứng trong họ Bọ hung (Scarabaeidae).